# Giulio Bresci
Giulio Bresci   (Prato, 29 de novembre de 1921 - Prato, 8 d'agost de 1998) va ser un ciclista italià, que fou professional entre 1942 i 1955. Els seus millors resultats com a professional els aconseguí al Giro d'Itàlia, on guanyà una etapa en l'edició de 1947 i quedà cinc vegades entre els deu primers classificats.

## Palmarès
- 1946
  - 1r a la Bordeus-Grenoble i vencedor de 2 etapes
- 1947
  - Vencedor d'una etapa del Giro d'Itàlia
  - Vencedor d'una etapa de la Volta a Suïssa
- 1948
  - 1r al Gran Premi de la Indústria i el Comerç de Prato
  - Vencedor d'una etapa del Tour de Romandia
  - Vencedor d'una etapa de la Volta a Suïssa
- 1953
  - Vencedor d'una etapa del Gran Premi Mediterrani

### Resultats al Giro d'Itàlia
- 1946. 6è de la classificació general
- 1947. 3r de la classificació general. Vencedor d'una etapa
- 1948. 7è de la classificació general
- 1949. 7è de la classificació general
- 1950. 9è de la classificació general
- 1951. 13è de la classificació general
- 1952. 37è de la classificació general
- 1953. 34è de la classificació general
- 1954. Abandona

### Resultats al Tour de França
- 1950. Abandona (12a etapa)
- 1952. 62è de la classificació general